# Болязубы
Боля́зубы (укр. Болязуби) — село в Збаражской городской общине Тернопольского района Тернопольской области Украины.
Код КОАТУУ — 6122484802. Население по переписи 2001 года составляло 480 человек.
До 2020 года входило в Збаражский район.

## Географическое положение
Село Болязубы находится в 1-м км от правого берега реки Гнезна,
на расстоянии в 1 км от села Колодное.

## История
- 1710 год — дата основания.

## Объекты социальной сферы

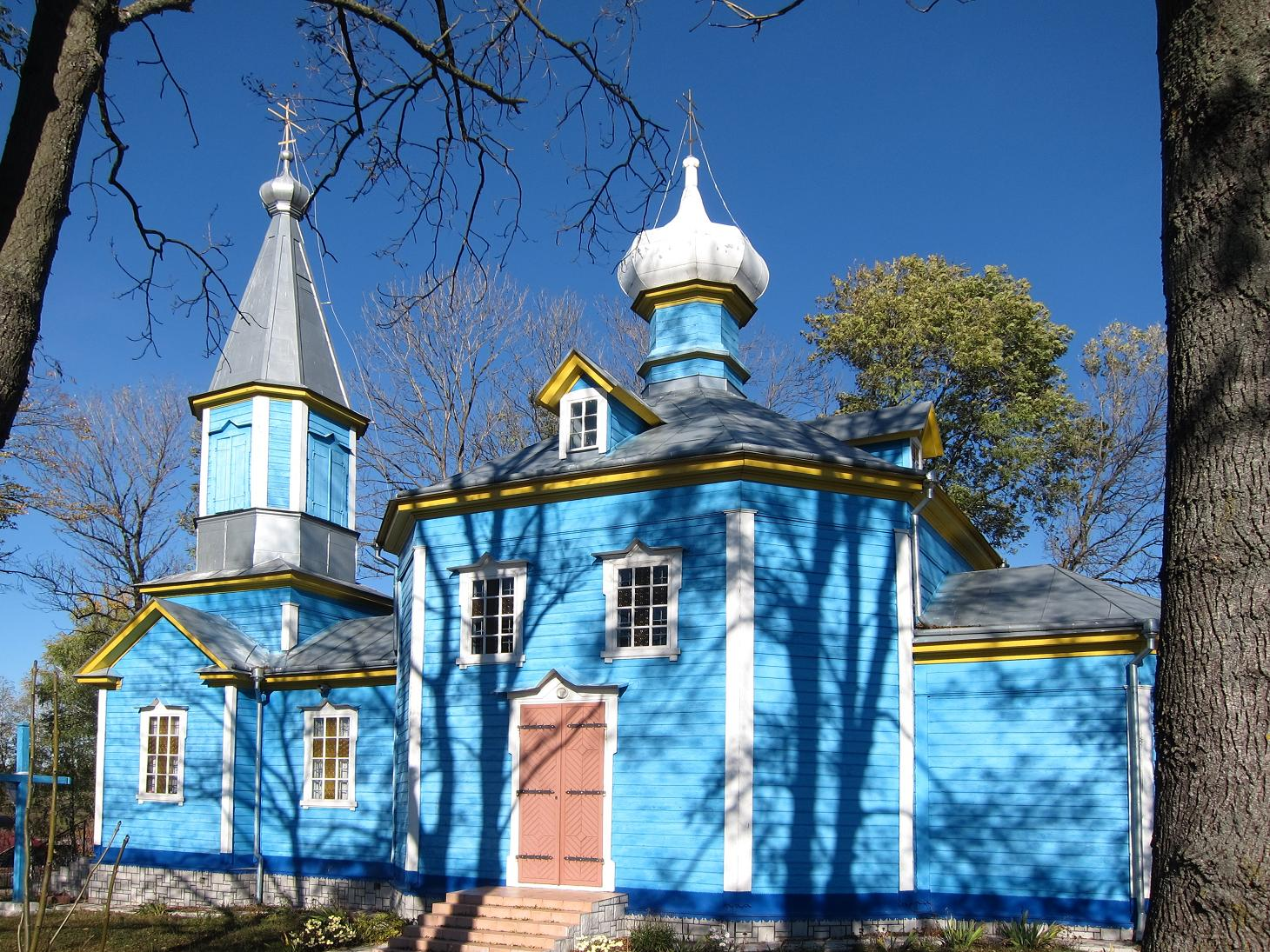
Церковь Святой Троицы (1907)

- Школа I ст.
- Дом культуры.
- Фельдшерско-акушерский пункт.